# Rolf Kröger
Rolf Kröger (* 9. Februar 1944 in Bad Homburg vor der Höhe; † 9. Januar 2021 in Orselina) war ein deutscher Maler und Bildhauer.

## Leben
Rolf Kröger absolvierte ab 1992 seine Ausbildung zum Bildhauer bei Alex Naef an der Tessiner Schule Scuola di Scultura in Peccia. Als Maler war er Autodidakt. Seine Steinskulpturen, die er oft mit Metall kombinierte, und seine Bilder wurden an vielen Ausstellungen und Messen in der Schweiz, in Deutschland und in den Niederlanden gezeigt.
Seine bedeutendste Arbeit ist die 2006 geschaffene, fast sechs Meter große Skulptur für das Mémorial Concorde, die südlich dem Pariser Flughafen Paris-Charles-de-Gaulle steht und an die 113 Opfer des Concorde-Absturzes im Jahre 2000 erinnert.
Rolf Kröger lebte und arbeitete in Brissago, zuletzt in Locarno und erlag am 9. Januar 2021 seiner Krebserkrankung.

## Werk
Der Stein stand im Zentrum von Rolf Krögers Schaffen. Der Stein wurde durch Fräsen und Schleifen bearbeitet. Er kombinierte den Stein meist mit Metall, wobei hauptsächlich Edelstahl, patiniertes Messing oder Bronze verwendet werden.
Seine Bilder entstanden in einer ganz eigenen Mischtechnik. Die Krusten des Steins, die Verwitterung, brachte er in Form von Sand und Pigmenten auf die Leinwand und gestaltete so neue Stofflichkeiten.

## Ausstellungen (Auswahl)
- 1995: Casa Serodine, Ascona (CH)
- 1996: Galerie Moderne, Bad Zwischenahn (D)
- 1996: Galerie Depelmann, Hannover (D)
- 1997: Galerie Wolfhard Viertel, Frankfurt (D)
- 1997: Skulpturenpark Dehullu, Gees (NL)
- 1997: Kunst im Park, Oberursel (D)
- 1998: Galerie Meissner, Hamburg (D)
- 1999: Galerie Barbara von Stechow, Frankfurt (D)
- 2000: Skulpturenausstellung in Steinhagen, Expo 2000, Hannover (D)
- 2001: Galerie Leupi, Ascona (CH)
- 2001: Galerie Barbara von Stechow, Frankfurt (D)
- 2002: Galerie Incontro, Eitorf (D)
- 2002: Galerie Leupi, Zofingen (CH)
- 2003: SkulpTour, Skulpturenpark Sempachersee, Nottwil (CH)
- 2003: Galerie Moderne, Bad Zwischenahn (D)
- 2004: Skulptur 04, Galerie Roland Aphold, Allschwil (CH)
- 2005: Galerie Moderne, Bad Zwischenahn (D)
- 2005: Skulpturenpark Dehullu, Gees (NL)
- 2005: Galerie Eule-Art, Davos (CH)
- 2006: Galleria Kröger, Ascona (CH)
- 2006: Galerie Depelmann, Hannover (D)
- 2009: Galerie Eule Art, Davos (CH)